# 테트구

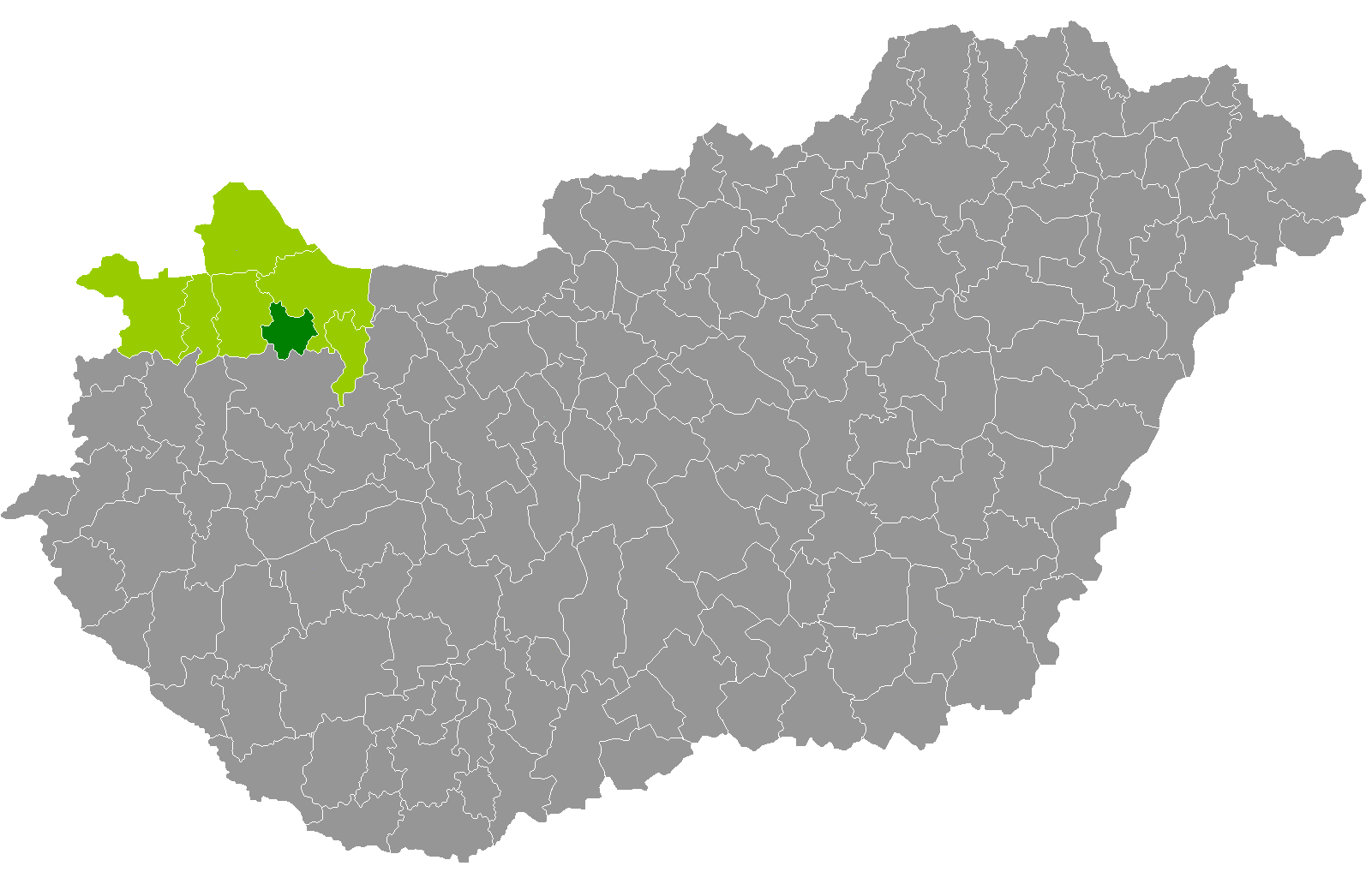
죄르모숀쇼프론주 지도에 표시된 테트구의 위치

테트구(헝가리어: Téti járás)는 헝가리 죄르모숀쇼프론주에 위치한 구로 구청 소재지는 테트이며 면적은 272.62km2, 인구는 14,414명(2011년 기준), 인구 밀도는 52명/km2이다.
북쪽과 동쪽으로는 죄르구, 남쪽으로는 베스프렘주 파퍼구, 서쪽으로는 초르너구와 접한다. 14개 지방 자치체(1개 시, 13개 마을)를 관할한다.

구 문장